# Бадија Тега (Арецо)
Бадија Тега је насеље у Италији у округу Арецо, региону Тоскана.
Према процени из 2011. у насељу је живело 44 становника. Насеље се налази на надморској висини од 671 м.